# Inaam Kachachi
Inaam Kachachi (* 1952 in Bagdad, Irak), arabisch انعام كجه جي, je nach Transkription auch Inʿām Kaǧahǧī, Inʻām Kajahʹjī, Inʻām Kijahʹjī, Inaam Katschatschi und ähnlich, ist eine irakische Schriftstellerin, Journalistin und Filmemacherin.

## Leben und Werk
Kachachi studierte zunächst Journalismus an der Universität Bagdad und arbeitete zunächst im Irak als Zeitungs- und Radiojournalistin. 1979 ging sie nach Paris, um an der Universität Sorbonne zu promovieren. Anschließend blieb sie in Paris und arbeitete als Journalistin, unter anderem als Paris-Korrespondentin für die arabischsprachige Zeitung Asharq al-Awsat. Seit Ende der 1990er tritt sie vorrangig als Filmemacherin und Schriftstellerin in Erscheinung. Sie schreibt vorwiegend auf Arabisch, wenngleich einige ihrer Werke in verschiedene Sprachen übersetzt wurden. Zunächst veröffentlichte sie 1998 und 2003 zwei Sachbücher, die sich mit der Künstlerin Lorna Selim sowie der Werke von irakischen Schriftstellerinnen in Kriegszeiten befassten. ab 2005 folgten vier Romane. Als Filmemacherin debütierte sie bereits 1975, drei weitere Filme folgten ab den 2000ern. In Lena, an Iraqi in LA (2004) beschäftigt sie sich mit der Emanzipation der Frau nach dem Irakkrieg, danach folgten zwei Filmbiografien, über Naziha al-Dulaimi (2004) und einen koptischen Schriftsteller und Friedensaktivisten (2016). 2013 und 2018 war sie für den International Prize for Arabic Fiction nominiert.
Kachachi betrachtet sich selbst als irakische Schriftstellerin und ihre Romane als Teil der irakischen Literatur. Sie lebe zwar seit 1979 in Paris, aber sei keinesfalls im Exil, sondern komme seitdem in den Genuss „ein[es] Privileg[s]“. In Paris ist sie als Frau im Gegensatz zu ihrem Heimatland weder privat noch beruflich eingeschränkt. Die Zeitung The Arab Weekly, eine Tochterpublikation der Zeitung Al-Arab, benannte 2016 ihr Heimatland, Migration und Frauen als wichtigste literarische Themen in Kachachis Werk. Deema Ammari, Areej Allawzi und Zaydun al-Shara von der Universität von Jordanien interpretierten 2019 in einer Analyse Kachachis prosaische Werke als Ausdruck ihrer Gefühle über ihr Heimatland, „sein sich wandelndes Image und den diasporischen Zustand der Iraker“. Prosa sei für Kachachi eine Methode, um „diasporische Selbst-Erzählungen aus den und über die Grenzen des Iraks hinaus“ zu erzählen. „Erinnerungen“ seien in Kachachis Werken ein wesentliches Stilmittel, um ein Bild eines „echten“ Iraks aus der Perspektive ihrer Charaktere zu erzählen. Gleichzeitig widme sie sich in ihren Werken auch der Identitätskrise der jüngeren Diaspora-Generation. Fadwa K. AbdelRahman bezeichnete sie 2012 als „Verfechterin der Meinungsfreiheit“.
Al-Hafeeda al-Amreekiya (im Deutschen Die amerikanische Enkelin) erfuhr nach seiner Veröffentlichung in akademischen Kreisen eine gewisse Rezeption und war in den folgenden Jahren Thema verschiedener akademischer Arbeiten. Das zunächst 2008 auf Arabisch und später in andere Sprachen übersetzte Werk handelt von einer in den USA aufgewachsenen Tochter irakischer Exilanten, die als freiwillige Helferin der US-Armee während des Irakkriegs 2003 in das Heimatland ihrer Eltern zurückkehrt, dort auf ihre Großmutter trifft und gleichzeitig mit einem Identitätskonflikt konfrontiert wird. Laut Ammari, Allawzi und al-Shara
kombiniert das Buch Kachachis typische Motive vom Irak, der Diaspora, Erinnerungen und der Suche nach einer Identität. Mohammad Ismail Shibib erkannte im gleichen Roman eine Auseinandersetzung mit der „Identitätsproblematik der ethnischen und religiösen Minderheiten im Irak“, Qasem Hassen Sabeeh von der University of Kufa im Irak beschrieb den Roman als Suche nach einer Antwort auf die Frage, wie „Identität an zwei verschiedenen Orten mit zwei Kulturen entsteht“. Er interpretiert das Buch vor dem Hintergrund des Kolonialismus, entstehe doch die im Buch beschriebene Identitätskrise aus den Widersprüchen zwischen einer Kultur des Kolonialisators (Amerika) und der Kultur des Kolonialisierten (Irak). Laut Shawnm Marif Ahmed vom Campus der Cihan University in Sulaimaniyya im kurdischen Teil des Iraks zeige der Roman die „subjektiven Erfahrungen einer Frau, die als Immigrantin in verschiedenen Ländern“ gelebt habe. Fadwa K. AbdelRahman beschrieb das Werk als „typisch polyphonen Roman“ und Teil des „post-kolonialen Erbes“, sei er doch eine „dialogische Vermischung verschiedener Kulturen, Symboliken, Genres und Sprachen“. Mona Salah Eldin Elnamoury von der Tanta University in Ägypten sah 2021 in dem Romane eine Beschäftigung „mit der Komplexität des Themas Irak“.

## Werke
Romane
- سواقي القلوب (Sawāqī al-qulūb). المؤسسة العربية للدراسات والنشر والتوزيع (al-Muʾassasah al-ʿArabiyyah lil-Dirāsāt wa-al-Nashr), Beirut 2005, ISBN 9953-36-302-1.
- الحفيدة الأميركية (Al-Hafeeda al-Amreekiya). دار الجديد (Dār al-Jadīd), Beirut 2008.
  - Die amerikanische Enkelin. Kolchis Verlag, Remetschwil 2017, ISBN 978-3-9524800-0-7. Übersetzt von Hartmut Fähndrich.
- طشاري : رواية (Ṭashshārī : riwāyah). دار الجديد،, Beirut 2013, ISBN 978-9953-11-009-7.
- النبيذة : رواية (al-Nabīdhah : riwāyah). دار الجديد (Dār al-Jadīd), Beirut 2018, ISBN 978-9953-11-135-3.

Sachbücher
- لورنا : سنواتها مع جواد سليم (Lūrnā : sanawātuhā maʻa Jawād Salīm). دار الجديد (Dār al-Jadīd), Beirut 1998, ISBN 2-910355-69-1.
- Paroles d'Irakiennes. Le Serpent à plumes, 2003, ISBN 2-84261-434-8.

Filme
- Al Manshour Al Alani (1975)
- Lena, an Iraqi in LA (2004)
- Naziha Al Dulaimi (2004)
- Mahjoub (2016)

## Auszeichnungen
- 2016: Prix de la littérature arabe der Groupe Lagardère[15]